# ニコライ・ポリカールポフ
ニコラーイ・ニコラーエヴィチ・ポリカールポフ（ロシア語: Николáй Николáевич Поликáрпов 英語:Nikolai Nikolaevich Polikarpov ニコライ・ニコラエヴィッチ・ポリカーポヴ 1892年7月8日 - 1944年7月30日）は、ソビエト連邦の航空機設計者である。1930年代から第二次世界大戦初期のI-15、I-16などのソビエト戦闘機の設計で知られる。
英語は「ポリカーポヴ」、ロシア語では「パリカールパフ」と発音されることが多い。日本語では、主に「ポリカルポフ」や、「ポリカールポフ」と表記・発音される。

## 生涯
Oryol OblastのGiorgievsk村に生まれた。父親はロシア正教の司祭で、ニコライも初め、オリョールの神学校で学ぶが、1911年にサンクトペテルブルク工科大学に移った。1916年に大学を卒業し、ロシア・バルティック工場(Russian Baltic Carriage Factory)でイーゴリ・イヴァーノヴィチ・シコールスキイのもとで生産部門の長として働いた。ロシア革命後もロシアに留まりドゥークス航空機工場(Dux Aircraft factory)の技術責任者を務め、1920年代のソ連の国産航空機の開発の責任者となった。
1928年に実験的な航空機の開発の5ヵ年計画のもとでI-6戦闘機の設計をしたが失敗し、1929年10月には450人のほどの設計者、技術者が逮捕され、ポリカールポフは死刑判決を受けるが、2ヶ月後ブトイールカ収容所内につくられたOGPUの設計局に移され、10年間の強制労働に減刑された。I-5の設計を行ない、その成功によって1931年、設計グループは恩赦された。釈放後、ポリカールポフはI-15、I-16戦闘機の設計を行った。1940年にポリカールポフ設計局は解散し、MiG設計局などに引き継がれた。ポリカールポフは1943年にモスクワ航空研究所の教授に任命された。
1940年に社会主義労働英雄 、1941年と1943年にスターリン国家賞を受賞した。1944年、胆嚢癌で没した。